# The Cowboy and the Lieutenant
The Cowboy and the Lieutenant è un cortometraggio muto del 1910 diretto da Milton J. Fahrney.

## Produzione
Il film fu prodotto dalla Nestor Film Company.

## Distribuzione
Distribuito dalla A.G. Whyte, il film - un cortometraggio di una bobina - uscì nelle sale cinematografiche USA il 20 aprile 1910.